# Piła
Piła é um município da Polônia, na voivodia da Grande Polônia e no condado de Piła. Estende-se por uma área de 102,68 km², com 73 176 habitantes, segundo os censos de 2019, com uma densidade de 712 hab/km².